# Théorème de Tijdeman
En théorie des nombres, le théorème de Tijdeman affirme qu'il y a au plus un nombre fini de puissances consécutives. Autrement dit, l'ensemble des solutions entières x, y, n, m de l'équation diophantienne exponentielle
{\displaystyle y^{m}=x^{n}+1},
pour des exposants n et m strictement supérieurs à 1, est fini,.

## Histoire
Le théorème a été prouvé par le théoricien des nombres néerlandais Robert Tijdeman en 1976, en utilisant le théorème de Baker en théorie des nombres transcendants pour donner un majorant effectif de x, y, m, n. Michel Langevin a calculé une valeur de exp exp exp exp 730 comme majorant pour ym,.
Le théorème de Tijdeman a fourni une forte impulsion pour la preuve de la conjecture de Catalan, finalement fournie en 2002 par Preda Mihăilescu,. Le théorème de Mihăilescu établit que l'ensemble dont Tijdeman avait prouvé la finitude n'est qu'un singleton, la seule solution étant 32 = 23 + 1.

## Problème de Tijdeman généralisé
Que les puissances soient consécutives est essentiel dans la preuve de Tijdeman ; si l'on remplace la différence de 1 par k, et qu'on demande le nombre de solutions de
{\displaystyle y^{m}=x^{n}+k}
avec n et m strictement supérieurs à 1, on obtient un problème non résolu, appelé le problème de Tijdeman généralisé. Il est conjecturé que pour tout entier k > 0, cet ensemble est également fini. Cela découlerait d'une conjecture encore plus forte, celle de Pillai (1931), prévoyant que pour k, A et B > 0 fixés, l'équation {\displaystyle Ay^{m}=Bx^{n}+k} n'a qu'un nombre fini de solutions. Une conjecture encore plus forte que celle de Pillai est la conjecture abc.